# Pitta
Pitta – rodzaj ptaków z rodziny kurtaczków (Pittidae).

## Zasięg występowania
Rodzaj obejmuje gatunki występujące w Afryce Subsaharyjskiej, południowej, południowo-wschodniej i wschodniej Azji, Melanezji oraz północnej, północno-wschodniej i wschodniej Australii.

## Morfologia
Długość ciała 15–28 cm; masa ciała 42–206 g.

## Systematyka
Rodzaj zdefiniował w 1816 roku francuski ornitolog Louis Pierre Vieillot w publikacji własnego autorstwa poświęconej ornitologii. Vieillot w oryginalnym opisie nie wymienił żadnej łacińskiej nazwy; gatunkiem typowym jest (późniejsze oznaczenie) kurtaczek bengalski (P. brachyura).

### Etymologia
- Merula: łac. ‘kos’[16]. Gatunek typowy (oznaczenie monotypowe): Corvus brachyurus Linnaeus, 1766.
- Pitta: nazwa pitta oznaczająca w języku telugu piękną błyskotkę lub zwierzę domowe[17].
- Brachyurus: gr. βραχυς brakhus ‘krótki’; ουρα ourα ‘ogon’[18]. Gatunek typowy: Thunberg wymienił trzy gatunki – Turdus triostegus Sparrman, 1786 (= Corvus brachyurus Linnaeus, 1766), Brachyurus gularis Thunberg, 1821 (= Platyrhynchos melanops Vieillot, 1818) i Brachyurus ruber Thunberg, 1821 (nomen dubium) – z których gatunkiem typowym jest (późniejsze oznaczenie) Turdus triostegus Sparrman, 1786 (= Corvus brachyurus Linnaeus, 1766)[19].
- Melanopitta: gr. μελας melas, μελανος melanos „czarny”; rodzaj Pitta Vieillot, 1816 (kurtaczek)[20]. Gatunek typowy: Bonaparte wymienił kilka gatunków – Pitta cucullata Hartlaub, 1843, Brachyurus forsteni Bonaparte, 1850, Brachyurus mulleri[d] Bonaparte, 1850, Pitta novae-guineae S. Müller & Schlegel, 1845 i  Pitta atricapilla Quoy & Gaimard, 1830 (= Turdus sordidus Statius Müller, 1776) – z których gatunkiem typowym jest (późniejsze oznaczenie) Pitta cucullata Hartlaub, 1843[21].
- Coloburis: gr. κολοβος kolobos ‘ograniczony, obcięty’; ουρα oura ‘ogon’ (por. κολουρος kolouros, κολουρις kolouris ‘z obciętym ogonem, bez ogona’)[22].
- Cervinipitta: łac. cervinus ‘koloru jelenia’, cervus ‘jeleń’; rodzaj Pitta Vieillot, 1816 (kurtaczek)[23]. Gatunek typowy (oznaczenie monotypowe): Turdus moluccensis Statius Müller, 1776.
- Cyanopitta: gr. κυανος kuanos ‘ciemnoniebieski’; rodzaj Pitta Vieillot, 1816 (kurtaczek)[24]. Gatunek typowy (oznaczenie monotypowe): Brachyurus steerii Sharpe, 1876
- Calopitta: gr. καλος kalos ‘piękny’; rodzaj Pitta Vieillot, 1816 (kurtaczek)[25]. Gatunek typowy (oryginalne oznaczenie): Pitta maxima S. Müller & Schlegel, 1845.
- Galeripitta: łac. galerum ‘czapka’, od galea ‘hełm’; rodzaj Pitta Vieillot, 1816 (kurtaczek)[26]. Gatunek typowy (oznaczenie monotypowe): Turdus sordidus Statius Müller, 1776.
- Pulchripitta: łac. pulcher, pulchra ‘piękny’; rodzaj Pitta Vieillot, 1816 (kurtaczek)[27]. Gatunek typowy (oznaczenie monotypowe): Pitta iris Gould, 1842.
- Austropitta: łac. australis ‘południowy’, od auster, austri ‘południe’; rodzaj Pitta Vieillot, 1816 (kurtaczek)[28].

### Podział systematyczny
Do rodzaju należą następujące gatunki:

- Pitta reichenowi von Madarász, 1901 – kurtaczek zielonopierśny
- Pitta angolensis Vieillot, 1816 – kurtaczek angolski
- Pitta brachyura (Linnaeus, 1766) – kurtaczek bengalski
- Pitta nympha Temminck & Schlegel, 1850 – kurtaczek blady
- Pitta abbotti Richmond, 1902 – kurtaczek nikobarski
- Pitta sordida (Statius Müller, 1776) – kurtaczek kapturowy
- Pitta forsteni (Bonaparte, 1850) – kurtaczek zielonosterny
- Pitta rosenbergii Schlegel, 1871 – kurtaczek wyspowy
- Pitta novaeguineae S. Müller & Schlegel, 1845 – kurtaczek papuaski
- Pitta megarhyncha Schlegel, 1863 – kurtaczek namorzynowy
- Pitta moluccensis (Statius Müller, 1776) – kurtaczek modroskrzydły
- Pitta vigorsii Gould, 1838 – kurtaczek dwupręgi
- Pitta concinna Gould, 1857 – kurtaczek floreski
- Pitta elegans Temminck, 1836 – kurtaczek ozdobny
- Pitta steerii (Sharpe, 1876) – kurtaczek sinopierśny
- Pitta maxima S. Müller & Schlegel, 1845 – kurtaczek wielki
- Pitta anerythra Rothschild, 1901 – kurtaczek czarnolicy
- Pitta superba Rothschild & E. Hartert, 1914 – kurtaczek wspaniały
- Pitta versicolor Swainson, 1825 – kurtaczek hałaśliwy
- Pitta iris Gould, 1842 – kurtaczek tęczowy